# 十三道制
十三道制是朝鮮王朝末年的1896年（高宗33年）8月4日至1945年（昭和20年）8月15日之間，開始實行的新行政區劃制度，用來取代只實行了一年的二十三府制。十三道制在從前朝鮮八道的基础上，位于国土中部的京畿、黃海、江原三道不变，位于国土南北的咸镜、平安、忠清、全罗、庆尚五道各自两分。
1910年朝鮮進入日治時期後，統治當局沿用了十三道的制度。之後朝鮮雖然南北分治，一級行政區仍以十三道制為基礎來設置，影響至今。

## 十三道列表
朝鲜十三道与现行兩韓行政区划的对应情况列表如下。
| 八道   | 十三道   | 現在                                                                   |
| ------ | -------- | ---------------------------------------------------------------------- |
| 京畿道 | 京畿道   | - 首爾特別市 - 仁川廣域市 - 京畿道 - 開城市 - 黄海北道長豐郡           |
| 忠清道 | 忠清北道 | 忠清北道                                                               |
| 忠清道 | 忠清南道 | - 大田廣域市 - 世宗特別自治市 - 忠清南道                               |
| 慶尚道 | 慶尚北道 | - 大邱廣域市 - 慶尚北道（除蔚珍郡）                                    |
| 慶尚道 | 慶尚南道 | - 釜山廣域市 - 蔚山廣域市 - 慶尚南道                                   |
| 全羅道 | 全羅北道 | 全北特別自治道                                                         |
| 全羅道 | 全羅南道 | - 光州廣域市 - 全羅南道 - 濟州特別自治道                               |
| 黄海道 | 黄海道   | - 黄海北道（除長豐郡、祥原郡、中和郡） - 黄海南道 - 西海五岛（有爭議） |
| 平安道 | 平安北道 | - 平安北道 - 慈江道（除狼林郡外全部） - 兩江道金亨稷郡                 |
| 平安道 | 平安南道 | - 平壤直轄市 - 南浦特別市 - 平安南道 - 黃海北道 - 祥原郡 - 中和郡      |
| 江原道 | 江原道   | - 江原特別自治道 - 慶尚北道蔚珍郡 - 江原道（除元山市周邊地區）         |
| 咸鏡道 | 咸鏡北道 | - 羅先特別市 - 咸鏡北道 - 兩江道部份地區                               |
| 咸鏡道 | 咸鏡南道 | - 咸鏡南道 - 江原道元山市周邊地區 - 兩江道部份地區 - 慈江道狼林郡      |